# لاسانا فاني
لاسانا فاني (بالفرنسية: Lassana Fané)‏ (مواليد 11 نوفمبر 1987 في باماكو) لاعب كرة قدم مالي دولي يجيد اللعب في خط الوسط . يلعب حاليا لصالح نادي الباطن . سبق له اللعب في ناديي المريخ السوداني والكويت الكويتي والشعلة السعودي.

## روابط خارجية
- لاسانا فاني على موقع الاتحاد الدولي (مؤرشف)  (الإنجليزية)
- لاسانا فاني على موقع قاعدة بيانات كرة القدم.إي يو (الإنجليزية)
- لاسانا فاني على موقع ناشيونال فوتبول تيمز (الإنجليزية)
- لاسانا فاني على موقع Soccerway.com (الإنجليزية)
- لاسانا فاني على موقع كووورة